# Cosio Valtellino
Cosio Valtellino – miejscowość i gmina we Włoszech, w regionie Lombardia, w prowincji Sondrio.
Według danych na rok 2004 gminę zamieszkiwało 5135 osób, 223,3 os./km².